# If'n
If'n è il secondo album in studio del gruppo musicale statunitense Firehose, pubblicato nel 1987.

## Tracce
1. Sometimes
2. Hear Me
3. Honey, Please
4. Backroads
5. From One Cums One
6. Making the Freeway
7. Anger
8. For the Singer of R.E.M.
9. Operation Solitare
10. Windmilling
11. Me & You, Remembering
12. In Memory of Elizabeth Cotten
13. Soon
14. Thunder Child

## Formazione
- Ed Crawford - chitarra, voce
- Mike Watt - basso, voce
- George Hurley - batteria